# Condado de Williams (Dakota do Norte)
O Condado de Williams é um dos 53 condados do estado norte-americano da Dakota do Norte. A sede do condado é Williston, e sua maior cidade é Williston. O condado possui uma área de 5 563 km² (dos quais 261 km² estão cobertos por água), uma população de 19 761 habitantes, e uma densidade populacional de 4 hab/km² (segundo o censo nacional de 2000).